# 歌王 演歌名曲120
『歌王 演歌名曲120』（うたおう えんかめいきょくひゃくにじゅう）は、BMG JAPAN（現・ソニー・ミュージックダイレクト）が企画・制作、デジタルダイレクト（現・イオンドットコム）が販売している通販専用CDボックス。 

## 概要
昭和の名曲を中心に、演歌のスーパースターたちが120曲を取り上げたCD集である。CD6枚組ボックスと曲に関する解説書付。

## 収録曲

### CD-1：日本コロムビア
| 曲順 | タイトル                    | 歌手名                 | 発売年月日    | レーベル       |
| ---- | --------------------------- | ---------------------- | ------------- | -------------- |
| 1    | リンゴの唄                  | 並木路子 霧島昇        | 1946年1月     | 日本コロムビア |
| 2    | 青い山脈                    | 藤山一郎 奈良光枝      | 1949年3月     | 日本コロムビア |
| 3    | 柿の木坂の家                | 青木光一               | 1957年10月    | 日本コロムビア |
| 4    | 無法松の一生 (度胸千両入り) | 村田英雄               | 1958年8月     | 日本コロムビア |
| 5    | からたち日記                | 島倉千代子             | 1958年11月    | 日本コロムビア |
| 6    | ソーラン渡り鳥              | こまどり姉妹           | 1961年5月     | 日本コロムビア |
| 7    | 王将                        | 村田英雄               | 1961年12月    | 日本コロムビア |
| 8    | 高校三年生                  | 舟木一夫               | 1963年6月5日  | 日本コロムビア |
| 9    | 涙の連絡船                  | 都はるみ               | 1965年10月5日 | 日本コロムビア |
| 10   | 悲しい酒                    | 美空ひばり             | 1966年6月     | 日本コロムビア |
| 11   | 女のみち                    | 宮史郎とぴんからトリオ | 1972年5月10日 | 日本コロムビア |
| 12   | 喝采                        | ちあきなおみ           | 1972年9月10日 | 日本コロムビア |
| 13   | 花街の母                    | 金田たつえ             | 1973年5月10日 | 日本コロムビア |
| 14   | 北の宿から                  | 都はるみ               | 1975年12月1日 | 日本コロムビア |
| 15   | 氷雨                        | 佳山明生               | 1977年12月1日 | 日本コロムビア |
| 16   | 北酒場                      | 細川たかし             | 1982年3月1日  | 日本コロムビア |
| 17   | さざんかの宿                | 大川栄策               | 1982年8月1日  | 日本コロムビア |
| 18   | 矢切の渡し                  | 細川たかし             | 1983年2月21日 | 日本コロムビア |
| 19   | 人生いろいろ                | 島倉千代子             | 1987年4月21日 | 日本コロムビア |
| 20   | 川の流れのように            | 美空ひばり             | 1989年1月11日 | 日本コロムビア |

### CD-2：ビクターエンタテインメント
| 曲順 | タイトル             | 歌手名                          | 発売年月日     | レーベル                   |
| ---- | -------------------- | ------------------------------- | -------------- | -------------------------- |
| 1    | 港が見える丘         | 平野愛子                        | 1947年4月      | ビクターエンタテインメント |
| 2    | 異国の丘             | 中村耕造 竹山逸郎               | 1948年9月      | ビクターエンタテインメント |
| 3    | 踊子                 | 三浦洸一                        | 1957年         | ビクターエンタテインメント |
| 4    | 有楽町で逢いましょう | フランク永井                    | 1957年11月     | ビクターエンタテインメント |
| 5    | 誰よりも君を愛す     | 松尾和子 和田弘とマヒナスターズ | 1960年1月      | ビクターエンタテインメント |
| 6    | 潮来笠               | 橋幸夫                          | 1960年8月      | ビクターエンタテインメント |
| 7    | 再会                 | 松尾和子                        | 1960年9月      | ビクターエンタテインメント |
| 8    | 君恋し               | フランク永井                    | 1961年8月      | ビクターエンタテインメント |
| 9    | いつでも夢を         | 橋幸夫 吉永小百合               | 1962年9月20日  | ビクターエンタテインメント |
| 10   | お座敷小唄           | 松尾和子 和田弘とマヒナスターズ | 1964年8月      | ビクターエンタテインメント |
| 11   | 伊勢佐木町ブルース   | 青江三奈                        | 1968年1月5日   | ビクターエンタテインメント |
| 12   | 港町ブルース         | 森進一                          | 1969年4月15日  | ビクターエンタテインメント |
| 13   | 傷だらけの人生       | 鶴田浩二                        | 1970年12月25日 | ビクターエンタテインメント |
| 14   | おふくろさん         | 森進一                          | 1971年5月5日   | ビクターエンタテインメント |
| 15   | 雨                   | 三善英史                        | 1972年5月25日  | ビクターエンタテインメント |
| 16   | おまえに             | フランク永井                    | 1972年10月1日  | ビクターエンタテインメント |
| 17   | なみだの操           | 殿さまキングス                  | 1973年11月5日  | ビクターエンタテインメント |
| 18   | 襟裳岬               | 森進一                          | 1974年1月5日   | ビクターエンタテインメント |
| 19   | 大阪ラプソディ       | 海原千里・万里                  | 1976年2月25日  | ビクターエンタテインメント |
| 20   | 浪花節だよ人生は     | 木村友衛                        | 1981年6月21日  | ビクターエンタテインメント |

### CD-3：テイチクエンタテインメント
| 曲順 | タイトル             | 歌手名                    | 発売年月日    | レーベル                   |
| ---- | -------------------- | ------------------------- | ------------- | -------------------------- |
| 1    | かえり船             | 田端義夫                  | 1946年10月    | テイチクエンタテインメント |
| 2    | 夜霧のブルース       | ディック・ミネ            | 1947年2月     | テイチクエンタテインメント |
| 3    | 星の流れに           | 菊池章子                  | 1947年10月    | テイチクエンタテインメント |
| 4    | 月がとっても青いから | 菅原都々子                | 1955年5月     | テイチクエンタテインメント |
| 5    | カスバの女           | エト邦枝                  | 1955年6月     | テイチクエンタテインメント |
| 6    | チャンチキおけさ     | 三波春夫                  | 1957年4月     | テイチクエンタテインメント |
| 7    | 銀座の恋の物語       | 石原裕次郎 牧村旬子       | 1961年1月     | テイチクエンタテインメント |
| 8    | 赤いハンカチ         | 石原裕次郎                | 1961年10月    | テイチクエンタテインメント |
| 9    | 赤いグラス           | アイ・ジョージ 志摩ちなみ | 1965年7月     | テイチクエンタテインメント |
| 10   | 夜霧よ今夜も有難う   | 石原裕次郎                | 1967年2月5日  | テイチクエンタテインメント |
| 11   | 小樽のひとよ         | 鶴岡雅義と東京ロマンチカ  | 1967年9月25日 | テイチクエンタテインメント |
| 12   | バス・ストップ       | 平浩二                    | 1972年9月1日  | テイチクエンタテインメント |
| 13   | 星降る街角           | 敏いとうとハッピー&ブルー | 1977年5月25日 | テイチクエンタテインメント |
| 14   | 舟唄                 | 八代亜紀                  | 1979年5月25日 | テイチクエンタテインメント |
| 15   | 雨の慕情             | 八代亜紀                  | 1980年4月25日 | テイチクエンタテインメント |
| 16   | みちのくひとり旅     | 山本譲二                  | 1980年8月5日  | テイチクエンタテインメント |
| 17   | 娘よ                 | 芦屋雁之助                | 1983年2月1日  | テイチクエンタテインメント |
| 18   | 道頓堀人情           | 天童よしみ                | 1994年9月21日 | テイチクエンタテインメント |
| 19   | 珍島物語             | 天童よしみ                | 1996年2月21日 | テイチクエンタテインメント |
| 20   | 孫                   | 大泉逸郎                  | 1999年4月21日 | テイチクエンタテインメント |

### CD-4：キングレコード
| 曲順 | タイトル             | 歌手名     | 発売年月日     | レーベル                       |
| ---- | -------------------- | ---------- | -------------- | ------------------------------ |
| 1    | 憧れのハワイ航路     | 岡晴夫     | 1948年10月     | キングレコード                 |
| 2    | 上海帰りのリル       | 津村謙     | 1951年8月      | キングレコード                 |
| 3    | お富さん             | 春日八郎   | 1954年8月      | キングレコード                 |
| 4    | 別れの一本杉         | 春日八郎   | 1955年12月     | キングレコード                 |
| 5    | リンゴ村から         | 三橋美智也 | 1956年9月      | キングレコード                 |
| 6    | ここに幸あり         | 大津美子   | 1956年3月      | キングレコード                 |
| 7    | 哀愁列車             | 三橋美智也 | 1956年6月      | キングレコード                 |
| 8    | 南国土佐を後にして   | ペギー葉山 | 1959年5月      | キングレコード                 |
| 9    | 古城                 | 三橋美智也 | 1959年7月      | キングレコード                 |
| 10   | 東京の灯よいつまでも | 新川二朗   | 1964年7月      | キングレコード                 |
| 11   | 女心の唄             | バーブ佐竹 | 1964年12月     | キングレコード                 |
| 12   | 唐獅子牡丹           | 高倉健     | 1965年12月     | キングレコード                 |
| 13   | わたしの城下町       | 小柳ルミ子 | 1971年4月25日  | 渡辺音楽出版                   |
| 14   | 岸壁の母             | 二葉百合子 | 1972年2月5日   | キングレコード                 |
| 15   | 瀬戸の花嫁           | 小柳ルミ子 | 1972年4月10日  | 渡辺音楽出版                   |
| 16   | 二人でお酒を         | 梓みちよ   | 1974年3月25日  | キングレコード                 |
| 17   | 酒場にて             | 江利チエミ | 1974年9月25日  | キングレコード                 |
| 18   | 石狩挽歌             | 北原ミレイ | 1975年6月25日  | ワーナーミュージック・ジャパン |
| 19   | おもいで酒           | 小林幸子   | 1979年1月25日  | ワーナーミュージック・ジャパン |
| 20   | 夢芝居               | 梅沢富美男 | 1982年11月21日 | キングレコード                 |

### CD-5：日本クラウン,ユニバーサルミュージック
| 曲順 | タイトル             | 歌手名                        | 発売年月日     | レーベル                 |
| ---- | -------------------- | ----------------------------- | -------------- | ------------------------ |
| 1    | 浪曲子守唄           | 一節太郎                      | 1963年12月     | 日本クラウン             |
| 2    | 東京ブルース         | 西田佐知子                    | 1964年1月      | ユニバーサルミュージック |
| 3    | 涙を抱いた渡り鳥     | 水前寺清子                    | 1964年10月     | 日本クラウン             |
| 4    | 函館の女             | 北島三郎                      | 1965年11月10日 | 日本クラウン             |
| 5    | ラブユー東京         | 黒沢明とロス・プリモス        | 1966年4月1日   | 日本クラウン             |
| 6    | 柳ヶ瀬ブルース       | 美川憲一                      | 1966年4月1日   | 日本クラウン             |
| 7    | たそがれの銀座       | 黒沢明とロス・プリモス        | 1968年5月1日   | 日本クラウン             |
| 8    | 男はつらいよ         | 渥美清                        | 1970年2月      | 日本クラウン             |
| 9    | 宗右衛門町ブルース   | 平和勝次とダークホース        | 1972年12月5日  | 日本クラウン             |
| 10   | くちなしの花         | 渡哲也                        | 1973年8月21日  | ユニバーサルミュージック |
| 11   | 空港                 | テレサ・テン                  | 1974年7月1日   | ユニバーサルミュージック |
| 12   | 昔の名前で出ています | 小林旭                        | 1975年1月25日  | 日本クラウン             |
| 13   | 与作                 | 北島三郎                      | 1978年3月25日  | 日本クラウン             |
| 14   | みちづれ             | 牧村三枝子                    | 1978年10月21日 | ユニバーサルミュージック |
| 15   | 別れても好きな人     | ロス・インディオス&シルヴィア | 1979年9月21日  | ユニバーサルミュージック |
| 16   | 風雪ながれ旅         | 北島三郎                      | 1980年9月15日  | 日本クラウン             |
| 17   | 兄弟船               | 鳥羽一郎                      | 1982年8月25日  | 日本クラウン             |
| 18   | つぐない             | テレサ・テン                  | 1984年1月21日  | ユニバーサルミュージック |
| 19   | 熱き心に             | 小林旭                        | 1985年11月20日 | ユニバーサルミュージック |
| 20   | 命くれない           | 瀬川瑛子                      | 1986年3月21日  | 日本クラウン             |

### CD-6：BMG JAPAN
| 曲順 | タイトル             | 歌手名                     | 発売年月日     | レーベル                         |
| ---- | -------------------- | -------------------------- | -------------- | -------------------------------- |
| 1    | 星影のワルツ         | 千昌夫                     | 1966年3月24日  | 徳間ジャパンコミュニケーションズ |
| 2    | 長崎は今日も雨だった | 内山田洋とクール・ファイブ | 1969年2月1日   | BMG JAPAN                        |
| 3    | 新宿の女             | 藤圭子                     | 1969年9月25日  | BMG JAPAN                        |
| 4    | 圭子の夢は夜ひらく   | 藤圭子                     | 1970年4月25日  | BMG JAPAN                        |
| 5    | よこはま・たそがれ   | 五木ひろし                 | 1971年3月1日   | 徳間ジャパンコミュニケーションズ |
| 6    | そして、神戸         | 内山田洋とクール・ファイブ | 1972年11月15日 | BMG JAPAN                        |
| 7    | うそ                 | 中条きよし                 | 1974年1月25日  | BMG JAPAN                        |
| 8    | 千曲川               | 五木ひろし                 | 1975年5月25日  | 徳間ジャパンコミュニケーションズ |
| 9    | 東京砂漠             | 内山田洋とクール・ファイブ | 1976年5月10日  | BMG JAPAN                        |
| 10   | 津軽海峡冬景色       | 石川さゆり                 | 1977年1月1日   | ポニーキャニオン                 |
| 11   | 北国の春             | 千昌夫                     | 1977年4月5日   | 徳間ジャパンコミュニケーションズ |
| 12   | 夫婦舟               | 三笠優子                   | 1979年12月16日 | BMG JAPAN                        |
| 13   | 奥飛騨慕情           | 竜鉄也                     | 1980年6月25日  | アートユニオン                   |
| 14   | 哀しみ本線日本海     | 森昌子                     | 1981年7月10日  | ポニーキャニオン                 |
| 15   | 越冬つばめ           | 森昌子                     | 1983年8月21日  | ポニーキャニオン                 |
| 16   | 雪國                 | 吉幾三                     | 1986年2月25日  | 徳間ジャパンコミュニケーションズ |
| 17   | 天城越え             | 石川さゆり                 | 1986年9月21日  | ポニーキャニオン                 |
| 18   | 酒よ                 | 吉幾三                     | 1988年9月1日   | 徳間ジャパンコミュニケーションズ |
| 19   | 恋唄綴り             | 堀内孝雄                   | 1990年4月25日  | zetima                           |
| 20   | 心凍らせて           | 高山厳                     | 1992年8月26日  | zetima                           |

### 取扱商品で販売される関係

#### 関連商品
- 歌心 流行歌120選
- 歌宴 歌謡名曲120
- 演歌の頂天
- 艶歌美人

#### 番組
- saQwa style
- てれとshop（テレビ東京）
- おおきにGoodチョイス!（ABCテレビ）
- なるほど!（毎日放送）